# Qu'Appelle
Qu'Appelle ili Qu'Appelle River) je rijeka u Kanadi duga 430 km, koja dobar dio svojih sadašnjih voda dobiva od rijeke Južni Saskatchewan iz jezera Diefenbaker.

## Zemljopisne karakteristike
Qu'Appelle danas izvire iz akumulacijskog jezera Diefenbaker, južno od grada Saskatoon u Saskatchewanu. Jezero Diefenbaker podignuto je između 1959. – 1967. izgradnjom brana Appelle na Qu'Appellu i Gardiner na Južnom Saskatchewanu.
Na taj način je povećana količina voda – Qu'Appella, koja je ljeti ozbiljno opadala. Na rijeci je podignuto nekoliko akumulacijskih jezera koja služe za opskrbu naselja u njenom porječju. Već oko 100 km nizvodno pored grada Regina izgrađeno je akumulacijsko jezero – Buffalo Pound koje služi za opskrbu grada Regine pitkom vodom.Odatle rijeka teče pravilno prema jugoistoku do svog ušća u rijeku Assiniboine, kod naselja Saint Lazare. 
Qu'Appelle ima porječje veliko oko 146 100 km², koje se proteže preko dvije kanadske provincije Saskatchewan i Manitoba. 

## Podrijetlo imena
Francusko ime Qu'Appelle = Tko zove potječe od naziva kako su Cree indijanaci zvali rijeku – kah-tep-was, a ono je značilo Rijeka koja zove.
Postoje brojne legende o porijeklu tog imena, a najpopularnija je ona o dvoje nesretno zaljubljenih.

## Vanjske poveznice
- Qu'Appelle River  Arhivirana inačica izvorne stranice od 3. svibnja 2012. (Wayback Machine) (engl.)